# Вильц, Луис Альфред
Луис Альфред Вильц (англ. Louis Alfred Wiltz; 20 августа 1834, Новый Орлеан, Луизиана — 16 октября 1881, там же) — американский политик, 29-й губернатор Луизианы.

## Биография
Луис Альфред Вильц родился в Новом Орлеане в семье Дж. Б. Теофила и Луизы Ирэн (урожденной Виллануэва) Вильц. Окончив в 15 лет государственную школу, он начал работать в торговой компании Plauche and Co. После банкротства компании Вильц стал клерком 2-го окружного суда Луизианы.
С началом гражданской войны Вильц вступил рядовым в армию КША, но быстро дослужился до звания капитана. Позже он был взят в плен, а затем выпущен во время обмена пленными. В 1863 году Вильц женился на Микаэле Бьенвеню из Санкт-Мартинвилла. У них родились четыре дочери и один сын.
В 1868 году Вильц был избран в Палату представителей Луизианы и школьный совет Нового Орлеана. В 1872 году он был избран мэром, но не мог вступить в должность до 1875 года в связи с отказом республиканского мэра освободить офис. Вильц также занимал должность спикера Палаты в 1875 году и вице-губернатора в 1877—1880 годах.
С принятием новой конституции штата Луизиана в 1879 году, губернаторский срок Фрэнсиса Николлса был сокращён на один год. Новые выборы состоялись 2 декабря 1879 года, и Вильц легко победил своего республиканского оппонента. Он был приведён к присяге 13 января 1880 года. Термин Вильца на посту губернатора ознаменовался расцветом коррупции. На состояние законодательной власти продолжала оказывать влияние коррумпированная лотерея Луизианы. Казначей штата, Эдвард Берк, присваивал государственные средства, государственные школы были заброшены, продолжалось утеснение чернокожего населения.
Луис Вильц, болевший туберкулёзом, умер в офисе 16 октября 1881 года. Он был похоронен на кладбище Сент-Луис № 2 в Новом Орлеане.